# CIMB Group

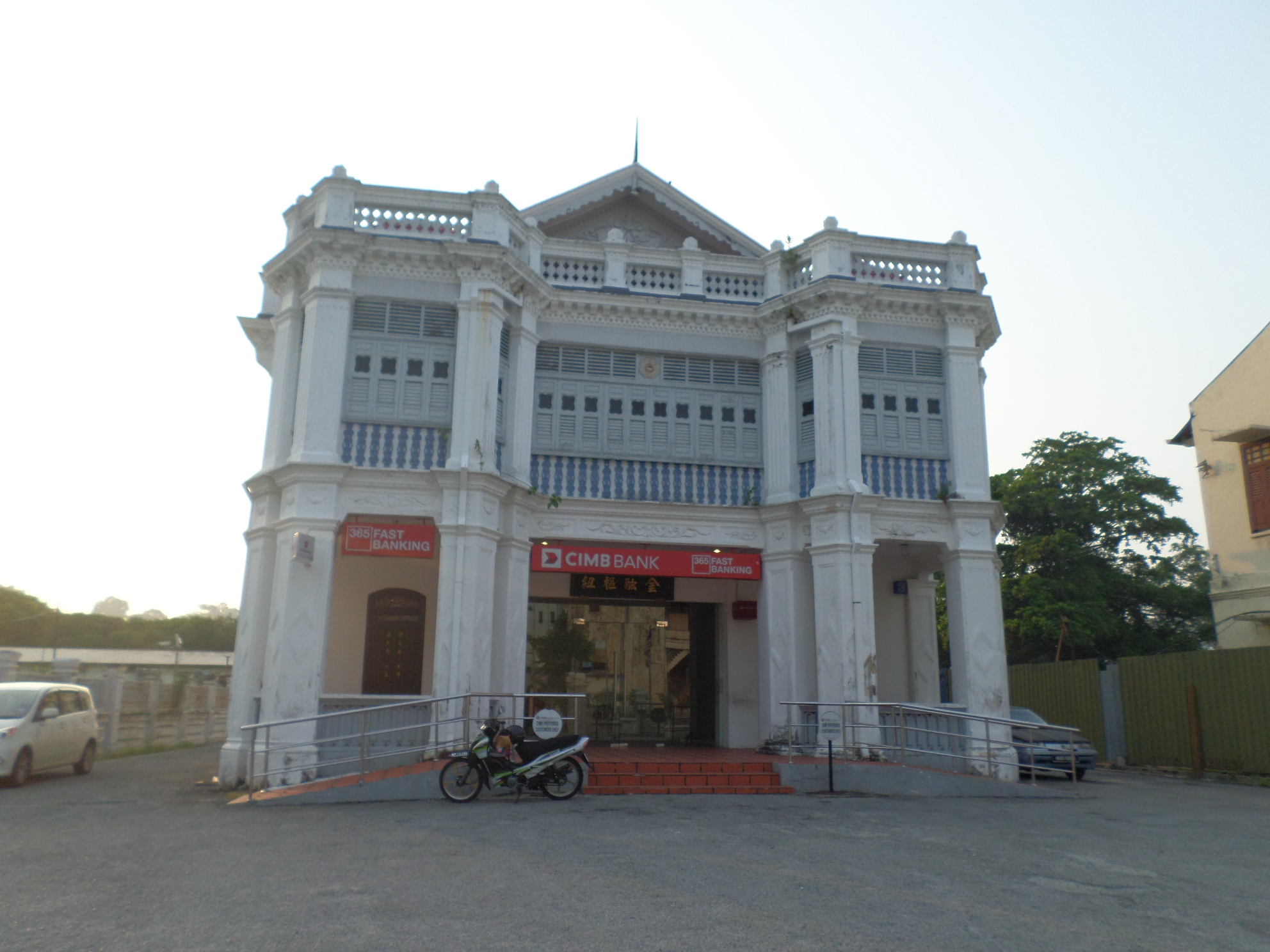
CIMB

CIMB ist eine malaysische Bankenholding. Sie ist als Universalbank sowohl im Privat- und Geschäftskundengeschäft als auch als Investmentbank tätig.
CIMB ist in 18 Ländern tätig, 2015 wurden 79 % des Gewinns (Vorsteuergewinn) in Malaysia erwirtschaftet.

## Geschichte
1974 wurde von der malaysischen Regierung die Pertanian Baring Sanwa Multinational Bank (PBSM) gegründet. 1986 wurde diese von der Bank of Commerce übernommen und in Commerce International Merchant Bankers Berhad (CIMB) umbenannt.
1991 fusionierten die Bank of Commerce und die United Asian Bank zur Commerce-Asset Holding Berhad (CAHB), in die CIMB als Tochtergesellschaft  eingegliedert wird. 1999 fusionierte die Bank of Commerce (Malaysia) Berhad mit der Bank Bumiputra Malaysia Berhad zur Bumiputra-Commerce Bank Berhad.
2002 wurde eine Mehrheitsbeteiligungen an der indonesischen PT Bank Niaga erworben. Im Jahr 2003 ging CIMB an die Börse. 2005 wurde das Schwesterunternehmen Bumiputra-Commerce Bank von der Holding CAHB übernommen.
Von 2008 bis 2015 wurde Tochtergesellschaften in allen Ländern Südostasien erworben oder gegründet. 2012 kaufte CIMB von der Royal Bank of Scotland mehrere Geschäftseinheiten in Australien, China, Hong Kong, Indien und Taiwan.